# Толоконников, Владимир Александрович
Владимир Александрович Толоконников (род. 13 октября 1973, Воскресенск, Московская область) — советский, российский хоккеист, защитник. Тренер. 

## Биография
Воспитанник «Химика» Воскресенск. Начинал играть в команде второй лиги «Вятич» Рязань (1991/92). Следующие пять сезонов провёл в «Химике». В сезоне 1997/98 сыграл 15 матчей за «Ак Барс», ставший чемпионом России. Завершил карьеру из-за тяжёлой травмы глаза, полученной в том сезоне в матче с «Сибирью» — Толоконников неудачно бросился под шайбу.
Затем — детско-юношеский тренер.